# Hans Spiegel
Hans Spiegel (Speil) (død 14. december 1599) var en dansk godsejer til Borgeby og Juulskov.
Han angives at være søn af Hans Spiegel til Gerckendorf eller Gerstendorf i Preussen og Catharine von der Wense af Grünau, men indvandrede til Danmark, hvor han 1558 og 1559 var hofsinde og kongens kammertjener. I denne stilling synes han i en sjælden grad at have vundet kongens og Rigsrådets gunst, thi alt 1559 fik han, den fremmede, Borgeby Len i Skåne, 1560 tillige Herrisvad Kloster med Bo Len, 1563 Strø og Ønnestad i pant og endelig 1565 Gladsaxe Len. Strø blev dog snart indløst, og Herrisvad Kloster mistede han 1564, men derimod fik han 1564 skøde på Borgeby, som han dog 1574 mageskiftede tilbage til Kronen. Bo Len mistede han 1582, men Gladsaxe, som han fra 1578 havde afgiftsfrit, beholdt han til sin død. Han havde også Harebjerg Len til sin død. Under krigen gjorde han 1565-66 tjeneste som proviantmester, og for øvrigt brugtes han gentagne gange til sendelser til udlandet og ledsagede endnu 1590 Frederik II's datter Elisabeth til Brunsvig.
Hans Spiegel var to gange gift: 1. gang 1559 med Catharine Gregoriidatter Ahlefeldt (død 19. maj 1582 på Borgeby), enke efter Johan Stake og Lucas Krabbe, 2. gang 23. maj 1586 med Emmike Kaas' enke, Hilleborg Hansdatter Lindenov til Juulskov. Efter at have mistet sin eneste søn 1597 døde han selv 14. december 1599, og hans enke fulgte ham alt 1602 i graven. 